# روچتا تانارو
روچتا تانارو (به ایتالیایی: Rocchetta Tanaro) یک کومونه در ایتالیا است که در استان آسته واقع شده‌است.

## خصوصیات
روچتا تانارو ۱۶٫۰ کیلومترمربع مساحت و ۱٬۴۵۴ نفر جمعیت دارد.

## خواهرخوانده
شهر دوناس خواهرخواندهٔ روچتا تانارو هست.